# Howard Siler
Howard Banford Siler (Newport News, 18 de junio de 1945-Clermont, 8 de julio de 2014) fue un deportista estadounidense que compitió en bobsleigh. Ganó una medalla de bronce en el Campeonato Mundial de Bobsleigh de 1969, en la prueba cuádruple.

## Palmarés internacional
| Campeonato Mundial | Campeonato Mundial           | Campeonato Mundial | Campeonato Mundial |
| Año                | Lugar                        | Medalla            | Prueba             |
| ------------------ | ---------------------------- | ------------------ | ------------------ |
| 1969               | Lake Placid (Estados Unidos) | Medalla de bronce  | Cuádruple          |